# Lyssomanes boraceia
Lyssomanes boraceia là một loài nhện trong họ Salticidae.
Loài này thuộc chi Lyssomanes. Lyssomanes boraceia được María Elena Galiano miêu tả năm 1984.